# Cheyenne (film)
Cheyenne is een Amerikaanse western uit 1947 onder regie van Raoul Walsh.

## Verhaal
Jim Wylie tracht in Wyoming de leider van een beruchte dievenbende te vatten. Onderweg ontmoet hij Ann Kincaid, de vriendin van een misdadiger. Door haar komt hij midden in een bendeoorlog terecht.

## Rolverdeling
| Acteur         | Personage          |
| -------------- | ------------------ |
| Dennis Morgan  | James Wylie        |
| Jane Wyman     | Ann Kincaid        |
| Janis Paige    | Emily Carson       |
| Bruce Bennett  | Ed Landers         |
| Alan Hale      | Fred Durkin        |
| Arthur Kennedy | The Sundance Kid   |
| John Ridgely   | Chalkeye           |
| Barton MacLane | Webb Yancey        |
| Tom Tyler      | Pecos              |
| Bob Steele     | Bucky              |
| John Compton   | Limpy Bill         |
| John Alvin     | Single Jack        |
| Monte Blue     | Timberline         |
| Anne O'Neal    | Juffrouw Kittredge |
| Tom Fadden     | Charlie            |